# Saint-Carné
Saint-Carné é uma comuna francesa na região administrativa da Bretanha, no departamento Côtes-d'Armor. Estende-se por uma área de 8,37 km². Em 2010 a comuna tinha 1 059 habitantes (densidade: 126,5 hab./km²).